# Kordyliera Wschodnia (Kolumbia)
Kordyliera Wschodnia (hiszp. Cordillera Oriental) – pasmo górskie w Kolumbii, częściowo także w Wenezueli, część Andów. Rozciąga się z północy na południe na długości ponad 900 km, na wschód od Kordyliery Środkowej, od której oddziela ją dolina rzeki Magdalena.
Najwyższym szczytem jest Ritacuba Blanco (5410 m n.p.m.). Na terenie Kordyliery Wschodniej położona jest stolica Kolumbii, Bogota.